# Spettroscopia EXAFS
La spettroscopia EXAFS (dall'inglese extended X-ray absorption fine structure) è un tipo di spettroscopia XAS. Lo spettro XAS infatti viene convenzionalmente diviso nella regione XANES (X-ray Absorption Near Edge Structure), da prima della soglia a 60-100 eV dopo la soglia, e nella regione EXAFS (Extended X-ray Absorption Fine Structure), che si estende fino alla fine dello spettro.

## Differenze tra XANES e EXAFS
|                    | XANES                                                                                       | EXAFS                                      |
| informazioni       | geometria stato di ossidazione                                                              | numeri di coordinazione distanze disordine |
| processi coinvolti | transizioni in risonanza processi a molti corpi (multielettronici e di diffusione multipla) | diffusione singola, doppia o tripla        |
| modellizzazione    | molto complessa, adatta a sistemi semplici poche approssimazioni possibili                  | efficace molte approssimazioni possibili   |
| analisi            | semplice se qualitativa complessa se quantitativa                                           | moderatamente complessa                    |
| limite sondabile   | oltre 1 nm intorno all'assorbitore                                                          | tipicamente meno di 0.6 nm                 |

## Analisi dei dati

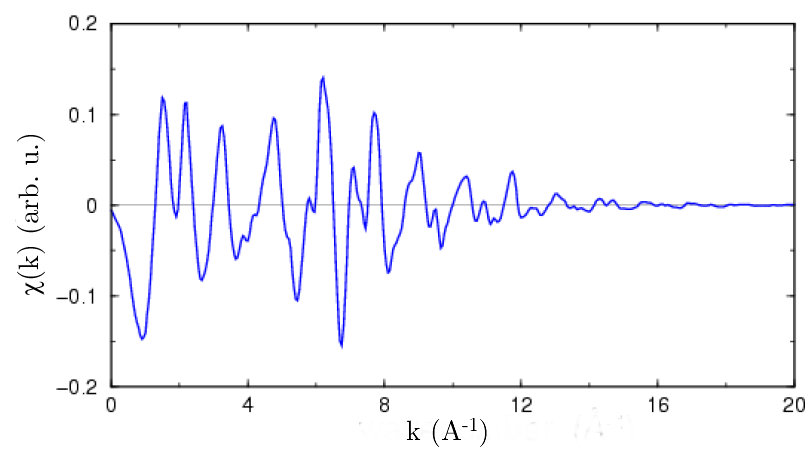
Spettro EXAFS del rame metallico a 77 K

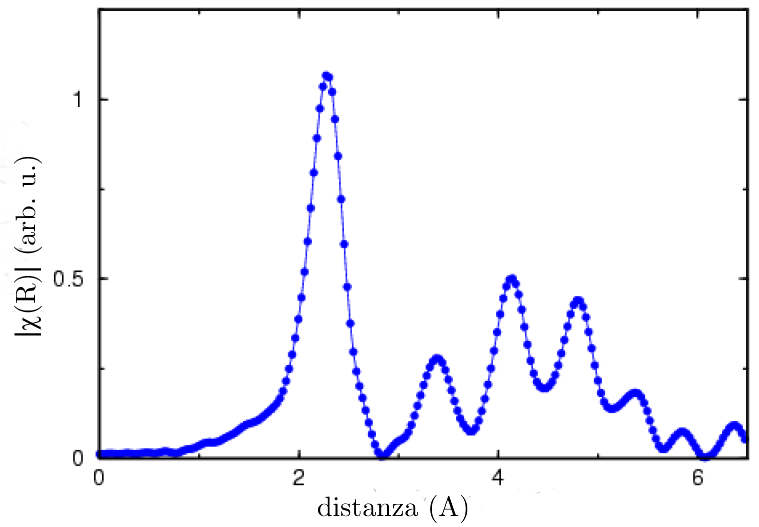
Spettro EXAFS del rame in trasformata di Fourier.

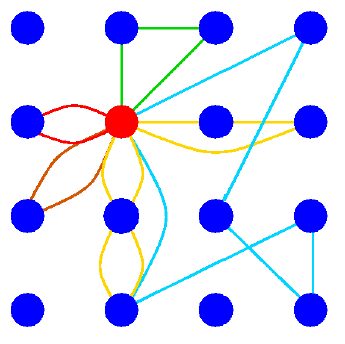
Cammini di scattering singolo e multiplo.

Il segnale EXAFS totale {\displaystyle \chi (k)\,} è stato modellizzato come somma di sinusoidi, pesate per vari fattori che tengono conto dei parametri strutturali. Lo spazio di riferimento è quello dei vettori d'onda, k, che viene ottenuto per semplice trasformazione dallo spazio delle energie:
{\displaystyle k={\sqrt {{\frac {2m_{e}}{\hbar ^{2}}}(E-E_{0})}}}
Attraverso una serie di approssimazioni, indicando con {\displaystyle E_{0}\,} la posizione della soglia, {\displaystyle \mu \,} il coefficiente di assorbimento totale, e {\displaystyle \mu _{0}\,} il coefficiente di assorbimento "atomico" che varia lentamente con l'energia, e che si avrebbe senza segnale EXAFS, si ricava la formula più semplice:
{\displaystyle \chi (k)={\frac {\mu (E)-\mu _{0}(E)}{\mu _{0}(E_{0})}}=S_{0}^{2}\sum _{i=1}^{J}{\frac {F_{eff,i}(k)N_{i}}{kR_{i}^{2}}}\sin \left(2kR_{i}+2\delta _{l}(k)+\theta _{i}(k)\right)e^{-2k^{2}\sigma _{i}^{2}}e^{-2{\frac {R_{i}}{\lambda _{i}(k)}}}}
Dove l'indice della somma si estende a tutte le shell di coordinazione considerate. {\displaystyle R_{i}\,} è la distanza interatomica, e da essa dipende la frequenza di oscillazione della sinusoide: ad atomi vicini corrispondono oscillazioni lente, ad atomi lontani oscillazioni più fitte. {\displaystyle N_{i}\,} è il numero di atomi scatteratori: più è alto il numero di coordinazione, più sarà intenso il segnale EXAFS. Il primo termine esponenziale smorza il segnale ad alti valori di {\displaystyle k\,} per tenere conto del disordine: {\displaystyle 2\sigma _{i}^{2}} è il fattore di Debye-Waller, e corrisponde, in approssimazione armonica, alla larghezza a mezza altezza della distribuzione gaussiana delle distanze interatomiche.
Il fattore {\displaystyle S_{0}^{2}} è un integrale di sovrapposizione degli elettroni "spettatori" fra stato iniziale e stato finale (tende a 1 se gli elettroni non rilassano). La funzione {\displaystyle F_{eff,i}(k)\,} è l'ampiezza di scattering, dipendente dall'atomo assorbitore e dello scatteratore. Lo spostamento di fase è diviso in un termine {\displaystyle \delta _{l}(k)\,} per l'assorbitore e in un termine {\displaystyle \theta _{i}(k)\,} per lo scatteratore. Il secondo fattore esponenziale riduce l'orizzonte sondabile dal fotoelettrone, tenendo conto del suo cammino libero medio, {\displaystyle \lambda _{i}(k)\,}.
Le funzioni di fase e ampiezza di scattering {\displaystyle \theta _{i}(k)\,} e {\displaystyle F_{eff,i}(k)\,} sono caratteristiche di ogni diverso elemento, il che rende possibile chiarificare nel dettaglio l'intorno dell'atomo assorbitore (anche se è difficile distinguere fra atomi con numero atomico vicino, come ossigeno e azoto, o ferro e cobalto).
Dato che il segnale EXAFS {\displaystyle \chi (k)\,} è una somma di sinusoidi nello spazio dei vettori d'onda, la trasformata di Fourier permette di farla diventare una funzione {\displaystyle \chi (R)\,} nello spazio delle distanze, in cui il fotoassorbitore corrisponde allo zero, e gli atomi scatteratori corrispondono a picchi nella pseudo-funzione di distribuzione radiale (i picchi non sono centrati alle distanze interatomiche per effetto dello spostamento di fase).
{\displaystyle \chi (R)=\int _{-\infty }^{\infty }W(k)\chi (k)k^{n}e^{2i\pi kR}\,dk}
Dove {\displaystyle W(k)\,} è una funzione finestra che evita gli effetti di troncamento agli estremi del segnale, e {\displaystyle k^{n}\,} è un fattore moltiplicativo per amplificare il segnale ad alti valori di k.
Attraverso la trasformata di Fourier si è sviluppato un metodo molto diffuso per ottenere il segnale {\displaystyle \chi (k)\,} attraverso la sottrazione del background atomico {\displaystyle \mu _{0}\,}: dato che i picchi di {\displaystyle \chi (R)\,} corrispondono a distanze interatomiche, qualsiasi segnale sotto 1 Å è fisicamente inaccettabile, e non porta alcuna informazione. Il background atomico {\displaystyle \mu _{0}\,} è definito quindi come quella funzione che minimizza le componenti a bassa frequenza dello spettro di assorbimento, estraendo esclusivamente il segnale oscillatorio.
La maggioranza dei ricercatori usa l'approccio dei cammini di scattering (formalismo di Rehr-Albers) su cui è basato il programma FEFF, per il calcolo del segnale EXAFS. In questa procedura, nel cluster di atomi costruito intorno all'atomo assorbitore vengono identificati tutti i possibili cammini di scattering multiplo, che vengono parametrizzati in modo simile a quelli di scattering singolo per potere applicare l'equazione dell'EXAFS. Una routine valuta l'enorme numero dei cammini, considerando solo quelli la cui ampiezza supera un certo valore.
Le operazioni di estrazione e di fitting dei dati possono essere effettuati con programmi scritti ad hoc per le particolari esigenze di ognuno.
L'alternativa, diffusa per ambiti specifici come cluster metallici, liquidi e amorfi, è rappresentata da GNXAS, composto da un unico pacchetto per effettuare tutte le operazioni. In questo approccio, il cluster di atomi da usare come modello viene scomposto in configurazioni a due, tre, o più corpi, e vengono generati i segnali EXAFS delle funzioni di distribuzione corrispondenti. Il fitting coinvolge l'intero segnale XAS, senza usare la trasformata di Fourier, e sfrutta la libreria Minuit del CERN, particolarmente flessibile e sofisticata nell'analisi delle incertezze.